# Убийство Александра II
Убийство российского императора Александра II произошло 1 (13) марта 1881 года. Царь был смертельно ранен в результате нападения, осуществлённого несколькими членами террористической организации «Народная воля» в Санкт-Петербурге на набережной Екатерининского канала с помощью самодельных метательных снарядов. Народники надеялись, что убийство царя вызовет революцию и приведёт к социальным преобразованиям.

## Планы террористов
В подготовку убийства Александра II — главного террористического предприятия «Народной воли» — с 1879 по 1881 год было вовлечено всего 12 человек. Этим занимался строго законспирированный Исполнительный комитет партии и несколько человек, в случае необходимости привлекавшихся в помощники.

### Подготовка взрыва Каменного моста

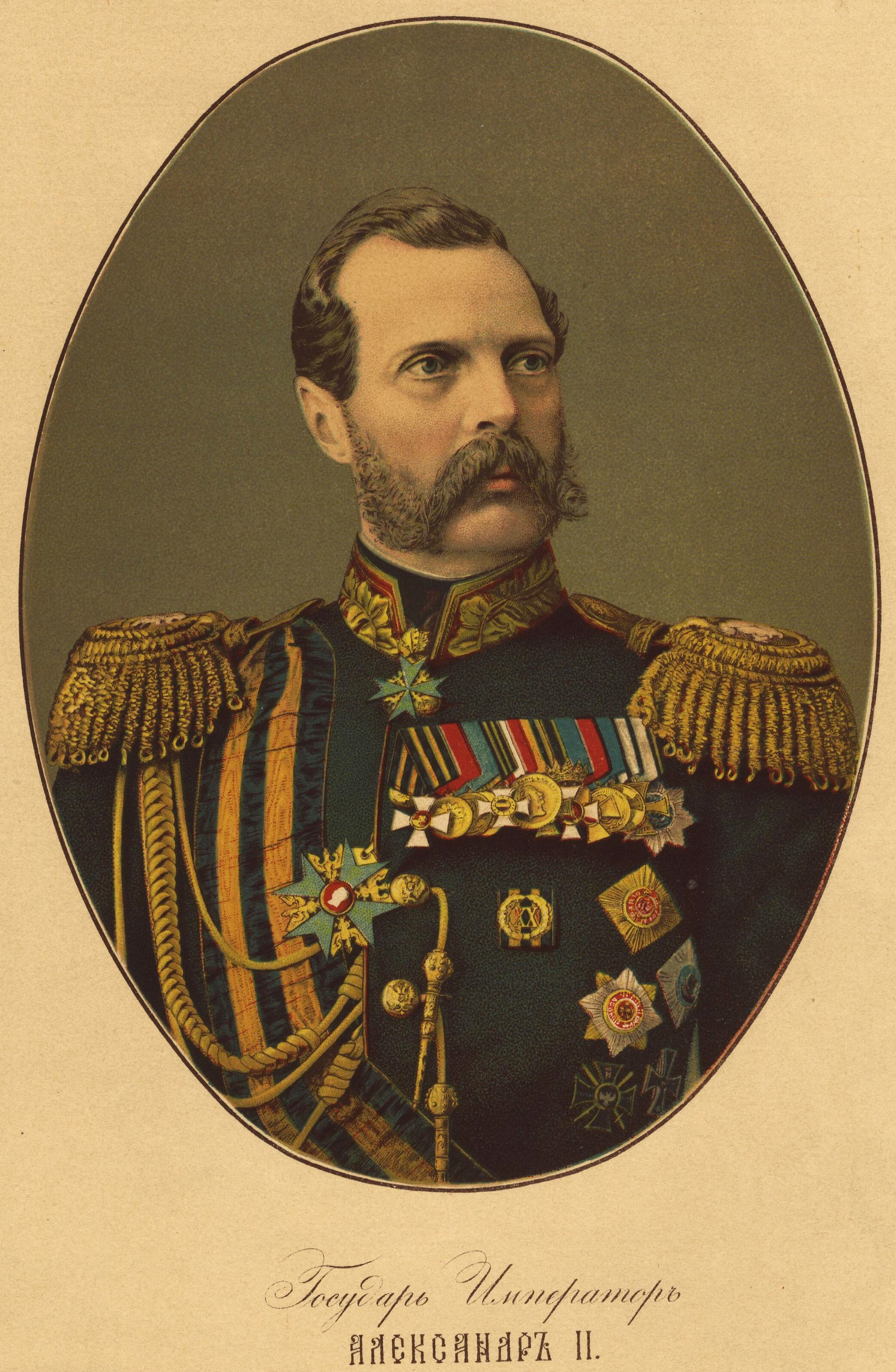
Александр II (литография с фото, 1886 г.)

После неудавшегося покушения в Зимнем дворце народовольцы стали основательно готовиться к очередной попытке. Александр II же после этого стал редко покидать дворец. Один из маршрутов его кортежа пролегал по Гороховой улице из Зимнего дворца до Царскосельского вокзала. Первоначально, по инициативе Александра Михайлова, рассматривался вариант минирования Каменного моста, перекинутого через Екатерининский канал. В августе 1880 года под мост с лодки были опущены четыре гуттаперчевые «подушки» с чёрным динамитом общим весом 7 пудов. К плотам рядом с мостом, на которых стирали белье, были выведены провода. Подрыв должны были осуществить 17 августа 1880 года Андрей Желябов и Макар Тетёрка. Покушение сорвалось по нелепой причине — Тетёрка, не имевший часов, проспал и опоздал к проезду императора. В тот же день Александр II уехал в Крым.

### Подготовка взрыва на Малой Садовой улице
Очередная, оказавшаяся удачной, попытка покушения на жизнь Александра II началась с наблюдения, продолжавшегося почти три месяца: шесть человек под руководством Перовской ежедневно следили за выездами царя из Зимнего дворца. Наблюдения показали, что регулярно он посещает только развод караулов в Михайловском манеже по воскресеньям. Этой пунктуальностью царя и решили воспользоваться заговорщики. Путь следования царского кортежа пролегал по Невскому проспекту и Малой Садовой улице.
Царь ездил очень быстро. Из манежа он возвращался по Екатерининскому каналу. Перовская заметила: на повороте от Михайловского театра на Екатерининский канал кучер обычно задерживает лошадей. Она нашла это место удобным для покушения.
В начале декабря 1880 года народовольцы Анна Якимова и Юрий Богданович под фамилией супругов Кобозевых сняли сырную лавку в полуподвале дома № 8 по Малой Садовой улице на углу Невского проспекта, откуда под мостовую к концу февраля 1881 года была прорыта галерея для закладки динамита. Подготовкой руководил Андрей Желябов. По его плану, если мина бы по каким-либо причинам не взорвалась или же кортеж не поехал по Малой Садовой, то четверо «метальщиков», находящихся на улице, должны были бросить в царскую карету бомбы. Если и после этого Александр II остался бы жив, то Желябов должен был прыгнуть в карету и заколоть царя кинжалом.
В начале 1881 года последовало несколько тяжёлых ударов по руководящему звену «Народной воли»: один за другим в руки властей попали ведущие деятели «Народной воли», члены её Исполнительного комитета: Александр Михайлов, Андрей Пресняков, Александр Баранников, Николай Морозов и ряд других. За два дня до назначенной даты покушения был схвачен Желябов (27 февраля (11 марта) 1881 года). Именно арест последнего заставил террористов действовать без промедления.
К концу февраля, когда работы были уже почти закончены, лавка Кобозева, мало посещавшаяся покупателями, привлекла внимание дворника соседского дома, который обратился в полицию. 28 февраля, за день до покушения, лавка под предлогом санитарной проверки была осмотрена инженер-генералом Мровинским в присутствии полиции. Мровинский заметил деревянную обшивку, за которой помещалась вынутая из подкопа земля; на полу лавки отчётливы были пятна сырости от свежевырытого грунта. Тем не менее он удовлетворился объяснениями Кобозева-Богдановича. И хотя проверка не закончилась провалом, сам факт того, что лавка находится под подозрением, вызывал беспокойство народовольцев за срыв всей операции.

### Последние приготовления

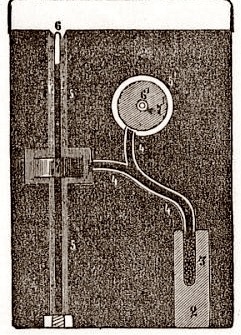
Схема метательного снаряда конструкции Кибальчича (из материалов следствия)

Ещё в конце января были определены четверо добровольцев-«метальщиков»: Игнатий Гриневицкий, Тимофей Михайлов, Иван Емельянов и Николай Рысаков. Им был дан доступ на конспиративную квартиру Николая Саблина и Геси Гельфман в доме 5 по Тележной улице. Там состоялись «лекции» Кибальчича об устройстве и использовании метательных снарядов.

Я предлагал несколько типов метательных снарядов, отличавшихся между собой по приспособлению для получения огня, сообщающего взрыв динамиту, и только в последнее время придумал данную форму снаряда. … Огонь по стопину передаётся моментально и, следовательно, взрыв должен произойти в то мгновение, как только снаряд ударится о препятствие…— Из показаний Н. И. Кибальчича
28 февраля Рысаков, Кибальчич, Гриневицкий и Михайлов выезжали за город, под Смольный монастырь для практического испытания снаряда. Проба была успешна: при массе около 6 фунтов (2,5 кг) радиус гарантированного поражения составлял около двух метров.
В тот же день стало известно об аресте Желябова, и группу возглавила Софья Перовская. Были сделаны спешные, последние приготовления: Григорий Исаев заложил мину на Малой Садовой, а ночью, накануне покушения, в квартире Исаева и Веры Фигнер Николай Кибальчич, Николай Суханов и Михаил Грачевский изготовили четыре бомбы.

Снаряды состояли из жестяных коробок цилиндрической формы с гремучим студнем, весом фунтов 5-6, и системою запалов. … Мина на Малой Садовой состояла из чёрного динамита в двух сосудах — жестяного и бутыли — с запалом из капсюли с гремучей ртутью и шашки пироксилина, пропитанных нитроглицерином, всего весом с посудой 89 фунтов. Запал был соединён с проводами, которые в нужный момент должны были быть соединены с гальванической батареей.— Якимова А. В. Покушение на Александра II. М., 1927, с. 5–16. Цит по
Утром 1 (13) марта Перовская и Кибальчич передали их «метальщикам» на конспиративной квартире. Перовская также карандашом на первом попавшемся конверте начертила план, на котором точками указала места, где должны были стоять участники.

## Нападение

### Первоначальные действия террористов

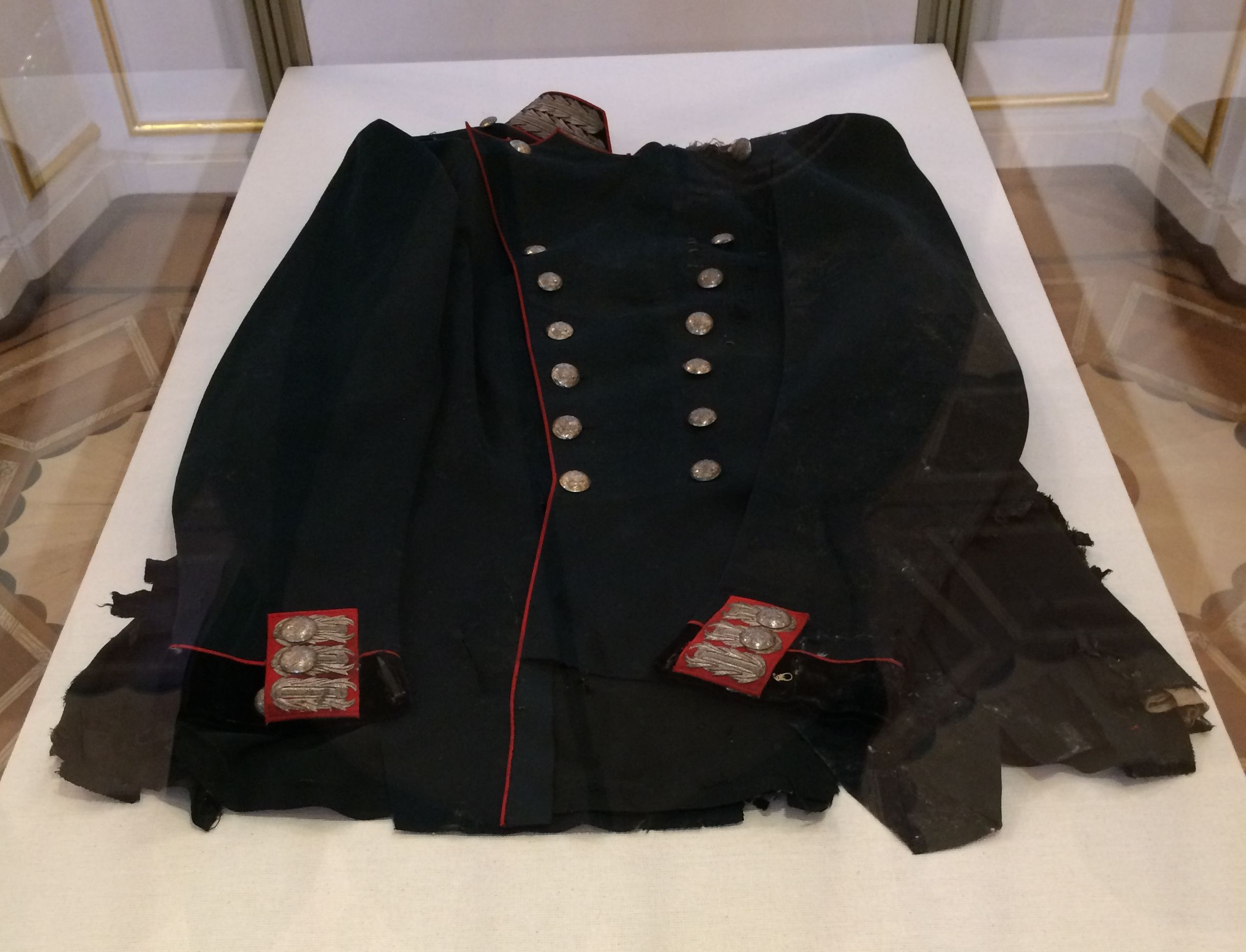
Мундир Сапёрного лейб-гвардии батальона, находившийся на Александре II в момент покушения

1 (13) марта 1881 года, в воскресенье, Александр II выехал из Зимнего дворца в Михайловский манеж, где собирался принять участие в разводе караулов. Несмотря на постоянные покушения, его сопровождал лишь обычный конвой — шесть конных казаков охраны, а также полицмейстер полковник Дворжицкий, начальник охранной стражи Отдельного корпуса жандармов капитан Кох и командир лейб-гвардии Терского казачьего эскадрона собственного Его Величества конвоя ротмистр Кулебякин, следовавшие каждый в отдельных санях за царской каретой. Каретой управлял лейб-кучер Фрол Сергеев, рядом с ним на козлах располагался ординарец унтер-офицер Кузьма Мачнев.
Согласно плану, разработанному Исполнительным комитетом, в лавке на Малой Садовой Богдановича и Якимову сменил опытный динамитчик Михаил Фроленко. Он ждал сигнала Якимовой о проезде царя по Невскому проспекту, готовый замкнуть электрическую цепь взрывателя, зная, что ему скорее всего придется погибнуть под развалинами дома. Другие террористы расположились по обоим концам Малой Садовой улицы: Рысаков и Емельянов на углу Невского проспекта и у Екатерининского сквера, Михайлов и Гриневицкий — со стороны Большой Итальянской улицы и Манежной площади. Перовская стояла на углу Михайловской площади и Большой Итальянской, обозревая все возможные маршруты императорского кортежа.
Однако, кортеж императора, выехав из Зимнего дворца, проехал по Инженерной улице прямо в Манеж, тем самым миновав заминированную Малую Садовую. И после развода караулов император поехал не по Малой Садовой к Невскому проспекту, как предполагали народовольцы, а по Большой Итальянской в Михайловский дворец к своей кузине, великой княгине Екатерине Михайловне. Обратный короткий путь в Зимний дворец тоже пролегал бы по Инженерной улице, затем — по набережной Екатерининского канала: мина на Малой Садовой становилась совершенно бесполезной. В этой ситуации Перовская срочно меняет план: условным сигналом она приказывает «метальщикам» переместиться сначала к Михайловской улице, а потом — занять позиции на набережной Екатерининского канала. При этом Михайлов «почувствовал, что не сможет бросить бомбу» и вернулся домой. Сама Перовская по Невскому проспекту переходит Казанский мост, идет по противоположному берегу канала и останавливается напротив места предстоящего покушения. Номера метальщиков перепутались, и на пути императорской кареты первым оказался Рысаков.

### Цареубийство

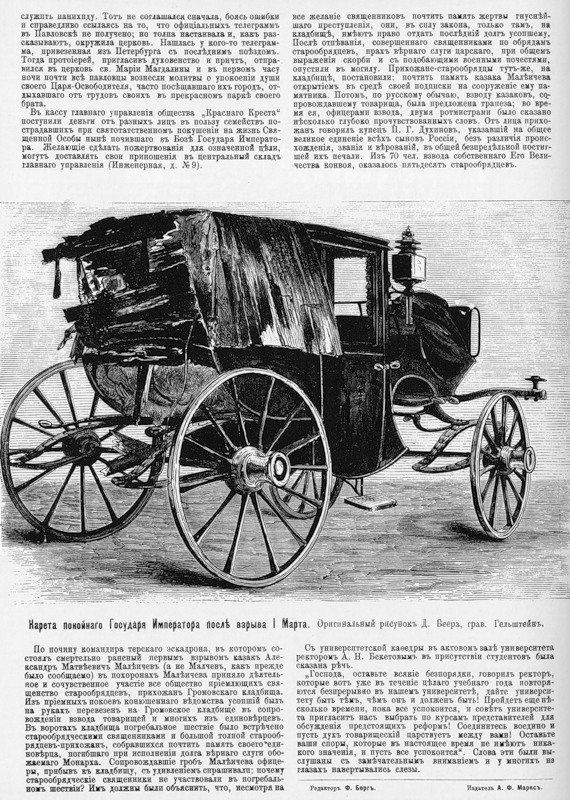
Императорская карета после взрыва. Сохранилась и впоследствии вошла в состав экспозиции «Придворный экипаж в Царском Селе»

Приблизительно в 14:15 царский кортеж повернул с Инженерной улицы на набережную, направляясь к Театральному мосту, когда Рысаков бросил бомбу под лошадей кареты императора. Взрывом были ранены казаки конвоя и некоторые лица поблизости, разрушена задняя стенка кареты, но сам император не пострадал. Покушавшийся бросился по набережной канала по направлению к Невскому проспекту, но почти сразу его нагнал и сбил с ног жандармский капитан Кох. Затем Рысаков был передан охране, при этом он первоначально назвался мещанином Глазовым.

…Идя по направлению от Конюшенного моста к Невскому по панели канала, я встретил Государя между мостом и той улицей, из которой он выехал… Я, после минутного колебания, бросил снаряд, …но промахнулся и был отброшен к решётке. Бросая снаряд, я стоял на панели аршина на 4 от экипажа Государя Императора. Направлял его под лошадей в том предположении, что его разорвет под самой каретой и что лошади могут растоптать снаряд."— Из показаний Н. Рысакова

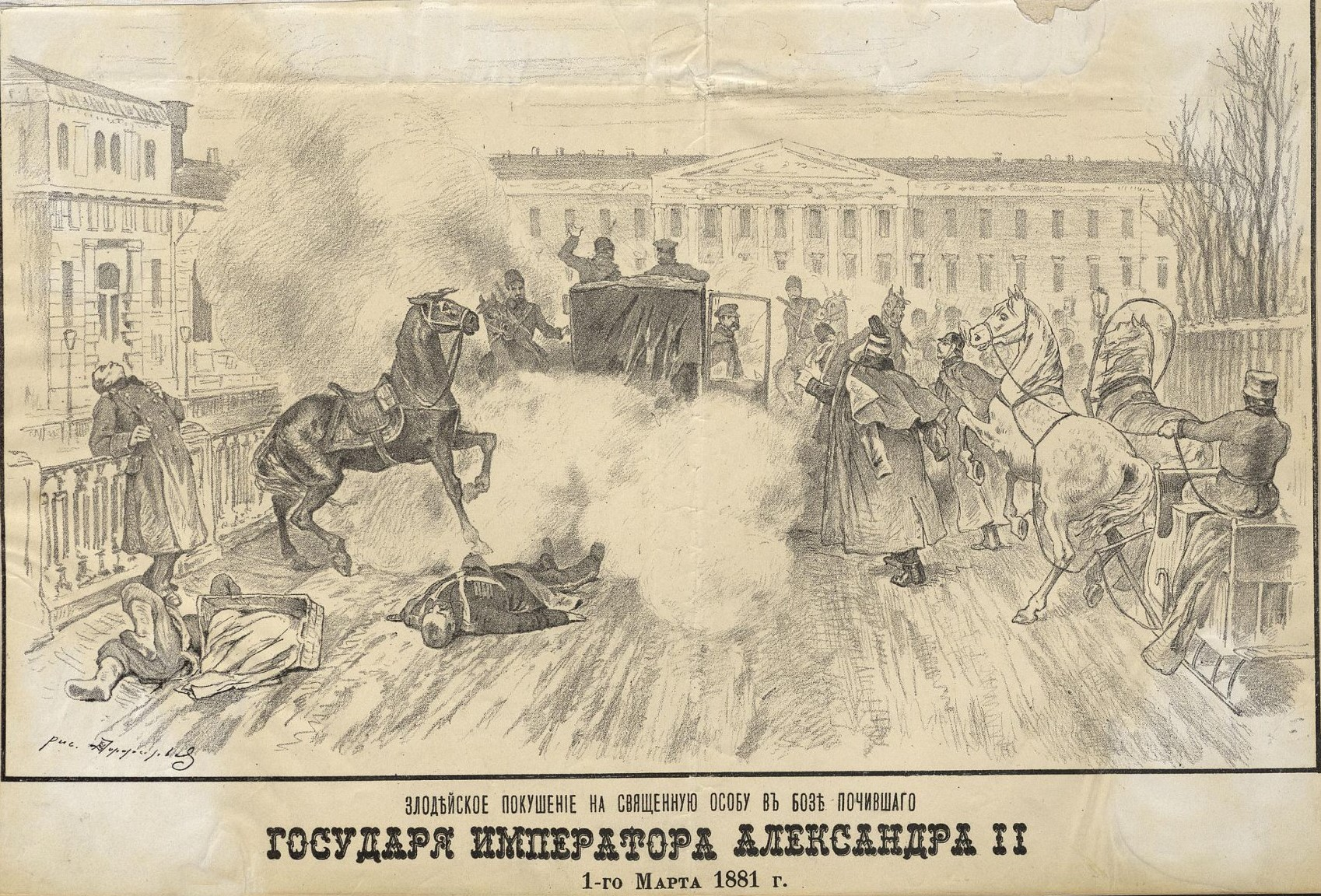
Покушение на Александра II 1 марта 1881 (эпизод после первого взрыва)

Сообщение о смерти Александра II в «Петербургской газете»

Лейб-кучер Сергеев, ротмистр Кулебякин и полковник Дворжицкий убеждали императора как можно скорее покинуть место покушения, но Александр «чувствовал, что военное достоинство требует посмотреть на раненых черкесов и сказать им несколько слов». Он подошёл к задержанному Рысакову и спросил его о чём-то, потом пошёл обратно к месту взрыва, и тут стоявший у решётки канала и не замеченный охраной Гриневицкий вдруг бросил под ноги императору бомбу, завёрнутую в салфетку.

Тут мне, как во сне, как бы в тумане, показалось, будто спешит сойти с тротуара на мостовую навстречу Государю какой-то молодой человек, небольшого роста, и как будто я видел у него меховой воротник на пальто; затем, что если не от молодого человека, то, во всяком случае, от решётки канала что-то промелькнуло к самой ступне левой ноги Государя,— все это произошло в одно мгновение, после которого раздался оглушительный взрыв. Как только раздался треск, Государь, окружавшие его офицеры, казаки, молодой человек, который мне показался, и народ поблизости — все сразу упали, точно что всех сразу подкосило. За выстрелом на высоте выше человеческого роста образовался большой шар беловатого дыма, который, кружась, стал расходиться и распластываться книзу так, что у земли я его видел только после этого, да и то в малом количестве, почему было видно, что происходило передо мною. Я видел, как Государь упал наперед, склонясь на правый бок, а за ним и правее его, точно в таком же положении, упал офицер с белыми погонами.— Из показаний фельдшера лейб-гвардии Павловского полка Василия Горохова

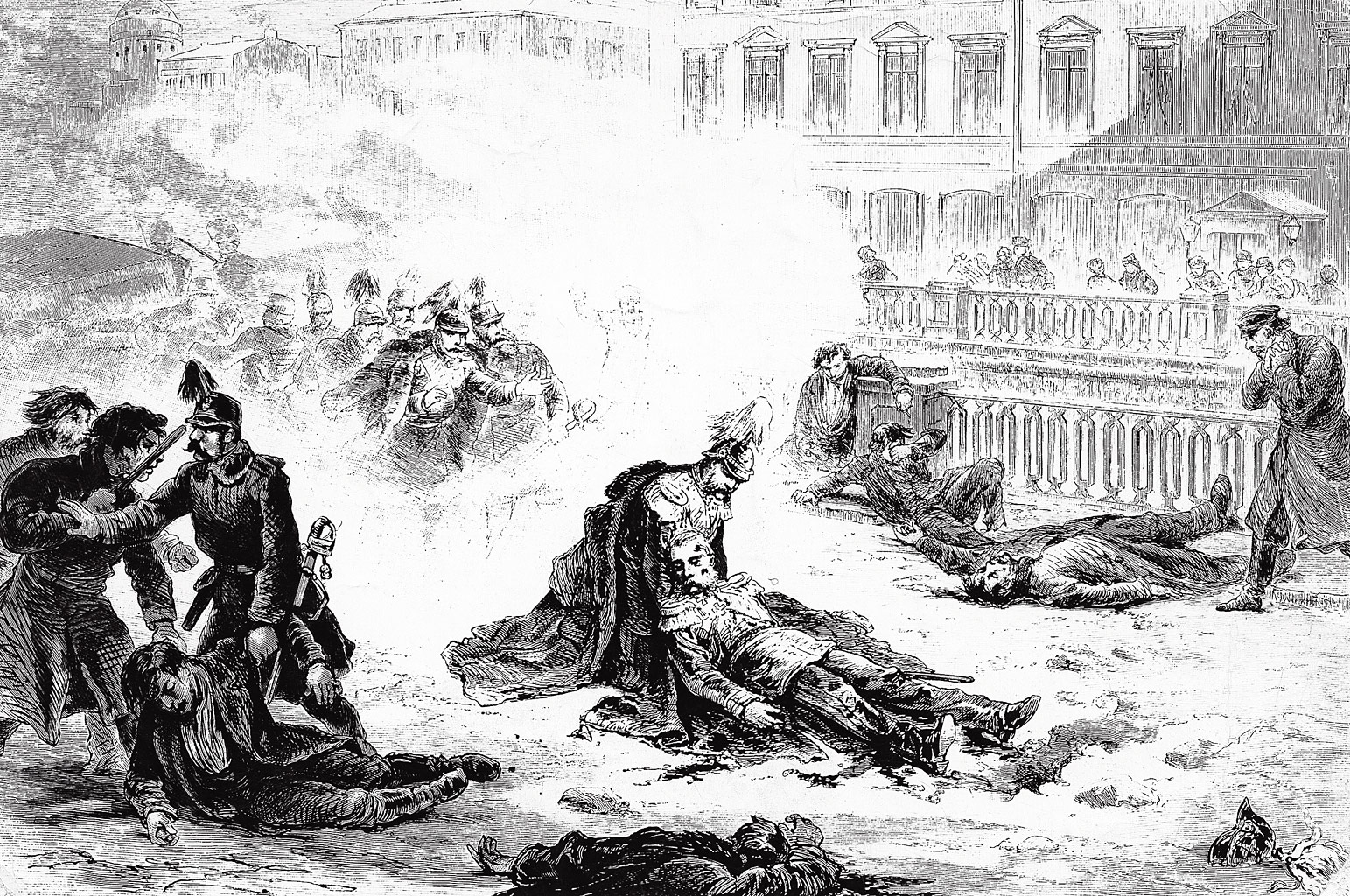
Смертельно раненый император Александр II

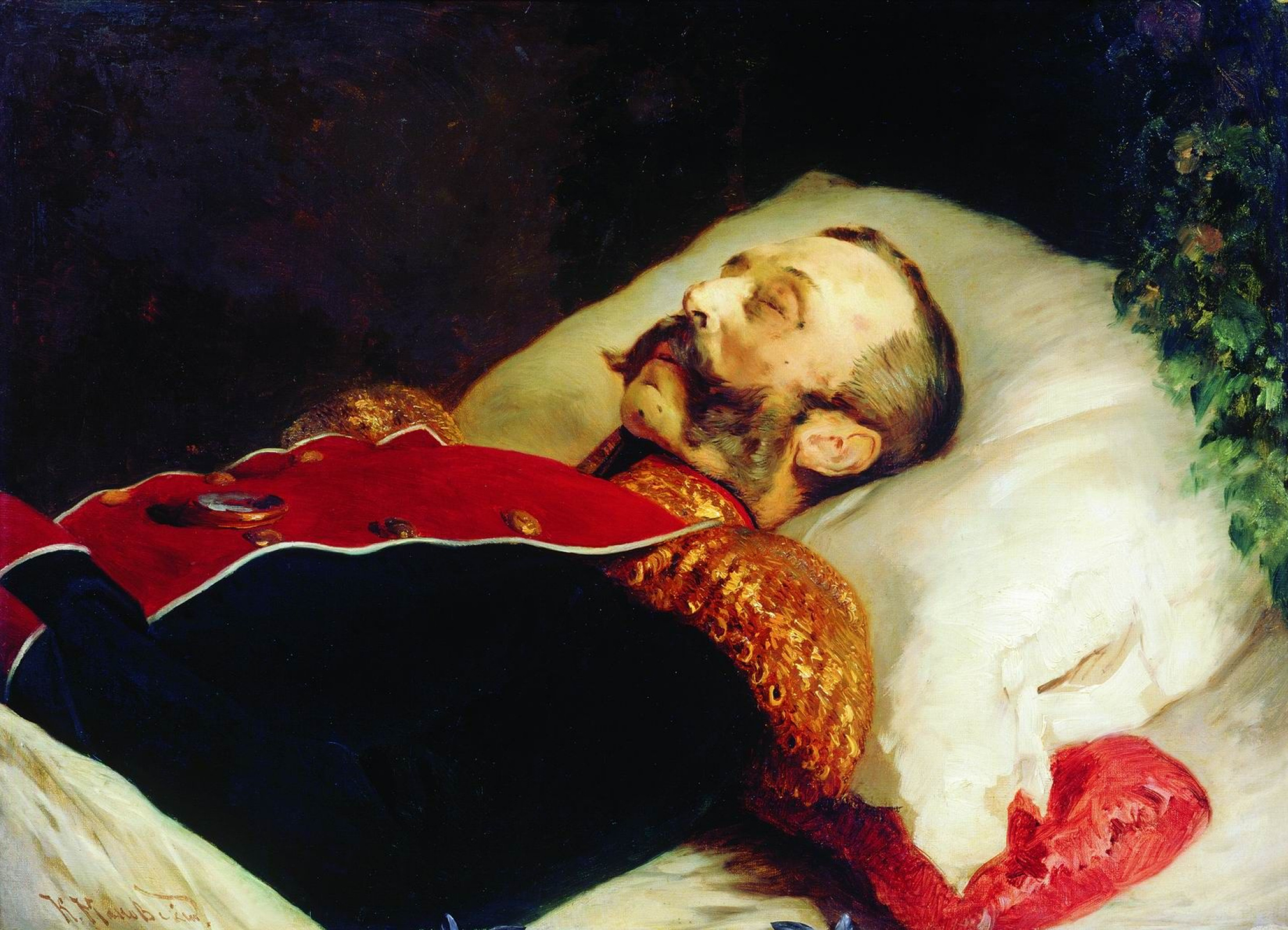
Константин Маковский «Портрет Александра II на смертном одре»

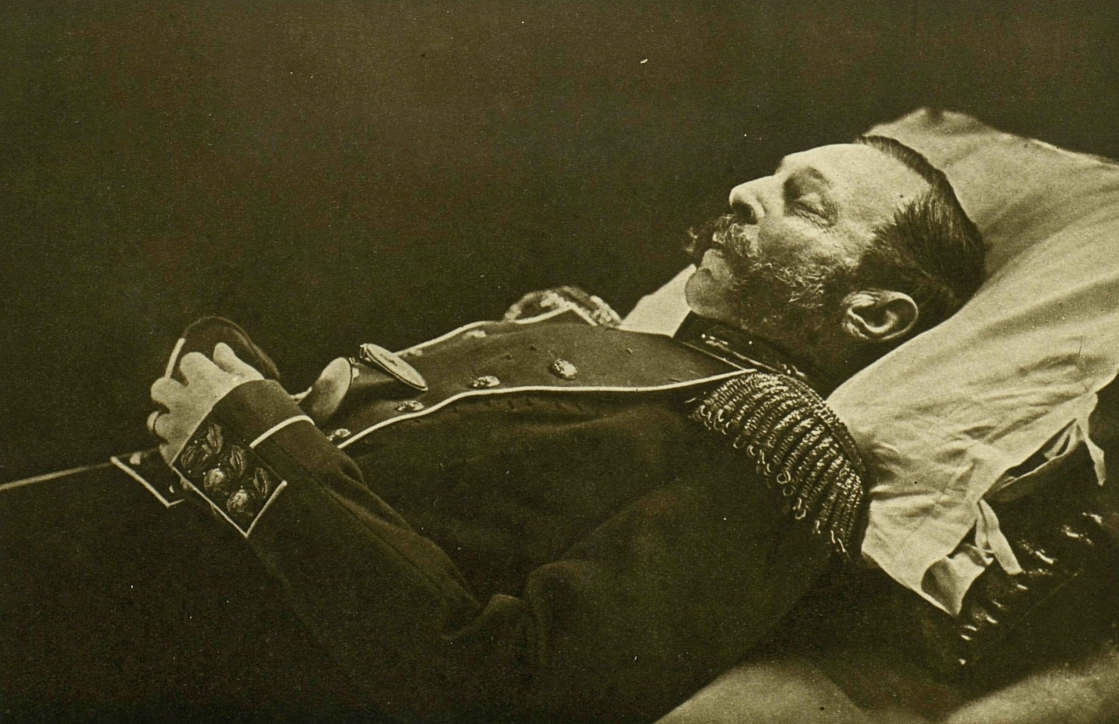
Фотография Александра II на смертном одре

Взрывная волна отбросила Александра II на землю, из раздробленных ног хлестала кровь. Упавший император прошептал: «Несите меня во дворец… там… умереть…» То были последние слышанные свидетелями слова умирающего. По распоряжению прибывшего из Михайловского дворца великого князя Михаила Николаевича истекающего кровью императора повезли в Зимний дворец.

Царя подхватили и стали тащить на сани. Тогда третий метальщик (И.Емельянов), забыв, что у него под мышкой бомба в виде портфеля, бросился помогать усаживать царя в сани. Не перевязав раны, Александра II повезли во дворец, а когда привезли, он, оказалось, уже умер. Доктора потом утверждали, что если бы ему перевязали раны вовремя и не дали бы истечь кровью, то он остался бы жив.— Из воспоминаний народовольца Михаила Фроленко
Государя внесли на руках в его кабинет и положили на постель. Лейб-медик Боткин на вопрос наследника, долго ли проживёт император, ответил: «От 10 до 15 минут». В 15 часов 35 минут на флагштоке Зимнего дворца был спущен императорский штандарт, оповестив население Санкт-Петербурга о смерти императора Александра II.

### Жертвы террористического акта

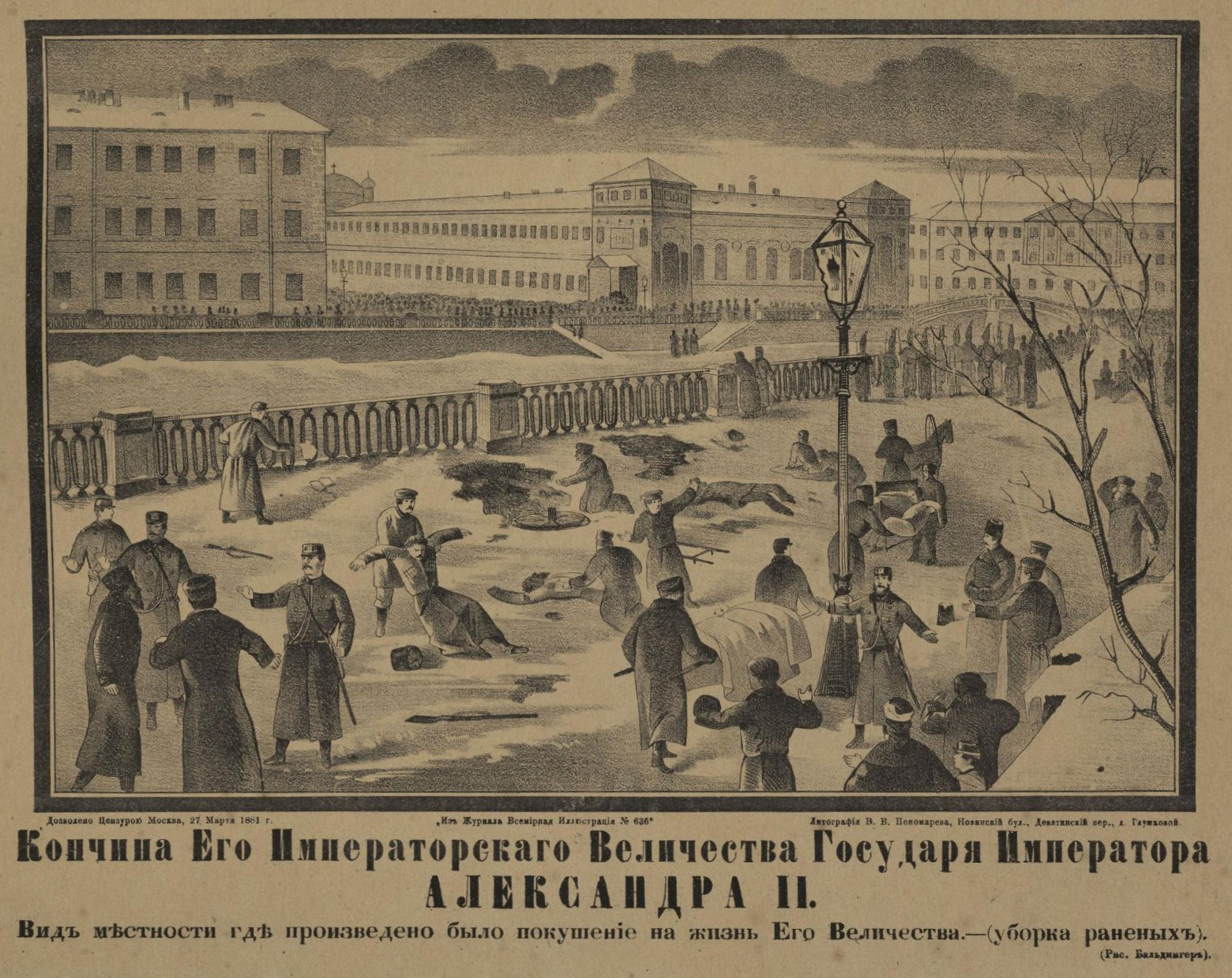
Жертвы взрывов на набережной Екатерининского канала. Рис. А. Бальдингера, 1881

В результате двух взрывов из свиты и конвоя было ранено девять человек, из числа чинов полиции и посторонних лиц, находившихся на месте теракта — одиннадцать. При первом взрыве смертельные ранения получили Александр Малеичев, казак лейб-гвардии Терского эскадрона собственного Его Величества конвоя (умер спустя десять минут по доставлении в Придворно-конюшенный госпиталь) и крестьянин Николай Максимов Захаров, 14 лет, мальчик из мясной лавки (умер 3 марта в 12 часов пополудни); при втором взрыве — Александр II и Гриневицкий. Гриневицкий был поднят на месте в бессознательном состоянии и скончался в Придворно-конюшенном госпитале в десять с половиною часов вечера того же дня.

## Суд и казнь

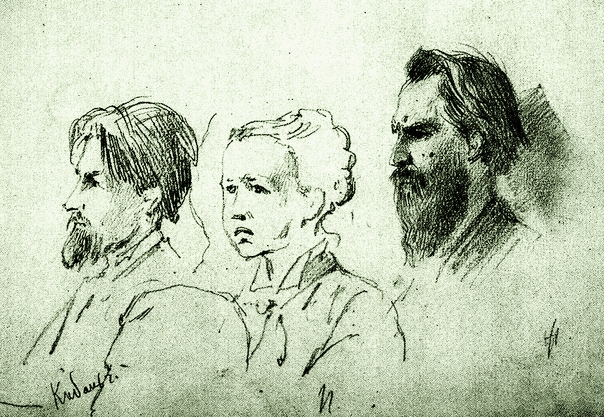
Кибальчич, Перовская и Желябов на процессе по «Делу 1 марта». Рисунок Константина Маковского

После покушения власти действовали чрезвычайно энергично. За короткое время в результате массовых полицейских акций петербургское ядро «Народной воли» было разгромлено.

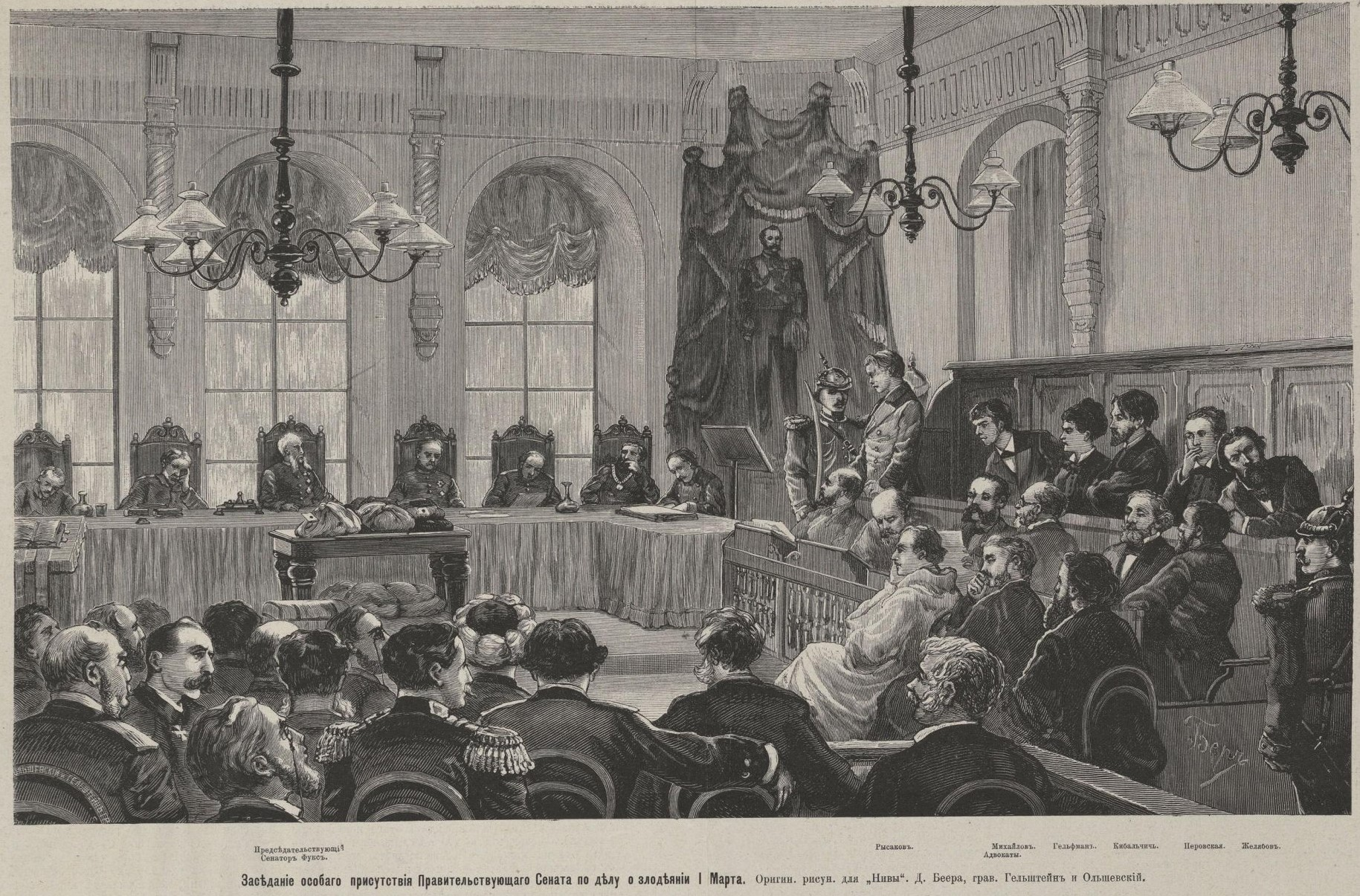
Заседание особого присутствия Правительствующего Сената по делу о злодеянии 1 марта. Лист из альбома «1 марта 1881 года». Беер К., Гельштейн, Ольшевский. 1881 г.

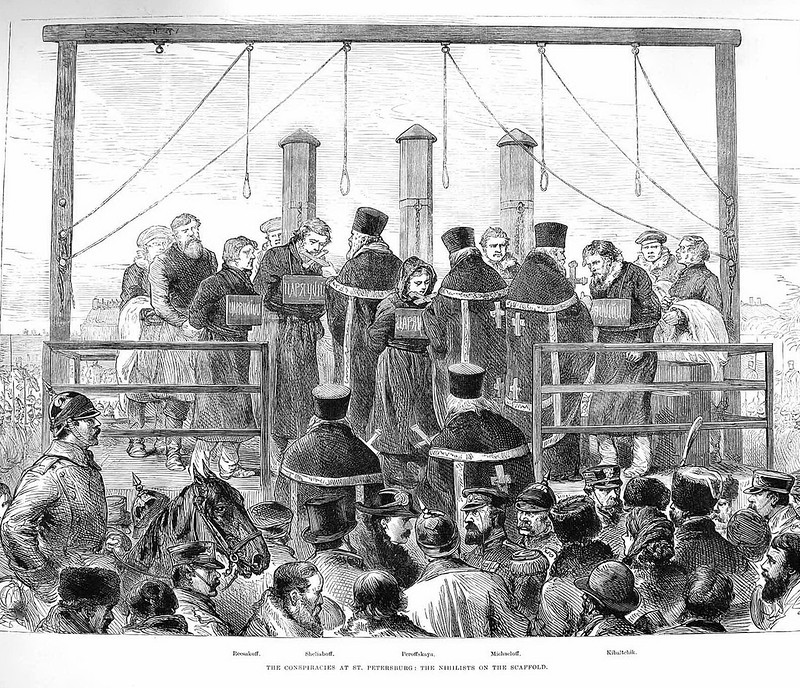
Казнь первомартовцев

Огромную услугу следствию оказал Николай Рысаков: он быстро был сломлен арестом и перспективой смертной казни, сразу дав обширные показания, благодаря которым полиция раскрыла конспиративную квартиру на Тележной улице. При захвате этой квартиры 3 (15) марта 1881 года покончил с собой Николай Саблин и была арестована Геся Гельфман. В тот же день оставленной в квартире засадой был задержан оказавший вооружённое сопротивление Тимофей Михайлов. Рысаков дал также показания на Желябова, Перовскую, Кибальчича, Фигнер и других, сообщив, в общем, всё, что ему было известно о «Народной воле». Всего за несколько дней были арестованы Григорий Исаев, Николай Суханов, Аркадий Тырков, Елизавета Оловенникова, Михаил Фроленко и ряд других активных деятелей революционного подполья. Высокие шансы скрыться имелись у Софьи Перовской — она не была задержана на месте покушения и могла покинуть Петербург, однако приняла решение остаться и в итоге 10 марта была задержана у памятника Екатерине II, еще через неделю у входа в библиотеку-читальню задержали Николая Кибальчича, 14 апреля — Ивана Емельянова. Из Петербурга сумели бежать лишь немногие участники тех событий, в частности, Вера Фигнер продержалась на свободе до 10 февраля 1883 года.
Дело о цареубийстве рассматривалось в особом присутствии Правительствующего сената 26—29 марта 1881 года. Подсудимыми были А. И. Желябов, С. Л. Перовская, Н. И. Кибальчич, Т. М. Михайлов, Н. И. Рысаков, Г. М. Гельфман. Желябов отказался от защиты и выступил на суде с яркой революционной речью. 30 марта ожидаемый приговор был объявлен: суд приговорил всех обвиняемых к смертной казни. Гельфман, ввиду её беременности, казнь отсрочили до рождения ребёнка, а затем заменили вечной (бессрочной) каторгой, но она вскоре умерла.
3 (15) апреля 1881 года Желябов, Перовская, Кибальчич, Михайлов и Рысаков были повешены на плацу Семёновского полка. Все они впоследствии вошли в историю как первомартовцы, их казнь оказалась последним публичным исполнением смертного приговора в дореволюционной России.
В дальнейшем на протяжении 1881—1883 годов были судимы и остальные участники событий 1 марта: Ю. Богданович, А. Якимова, М. Фроленко, В. Фигнер, Н. Суханов, Г. Исаев, М. Грачевский, Е. Сидоренко, И. Емельянов, Е. Оловенникова и другие («Процесс двадцати», «Процесс семнадцати», «Процесс четырнадцати»). Большинство приговорено к смертной казни через повешение и длительным срокам каторги (в том числе, бессрочной). При утверждении приговоров Александр III заменил всем, кроме Суханова, смертную казнь бессрочной каторгой. Николай Суханов как офицер, изменивший присяге, был расстрелян 19 марта 1882 года в Кронштадте.

## Память

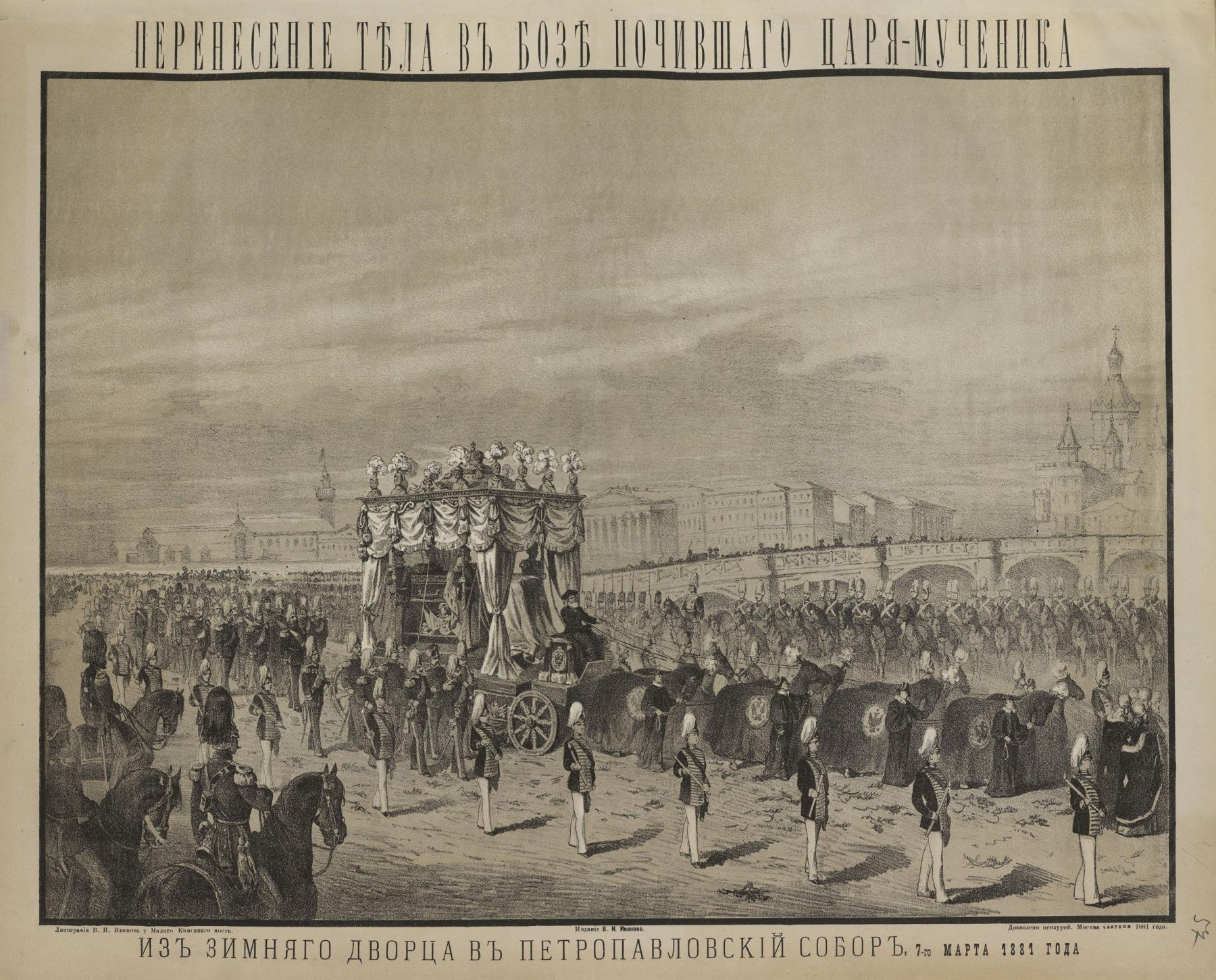
Перенесение тела царя из Зимнего дворца в Петропавловский собор 7(19) марта 1881 г.

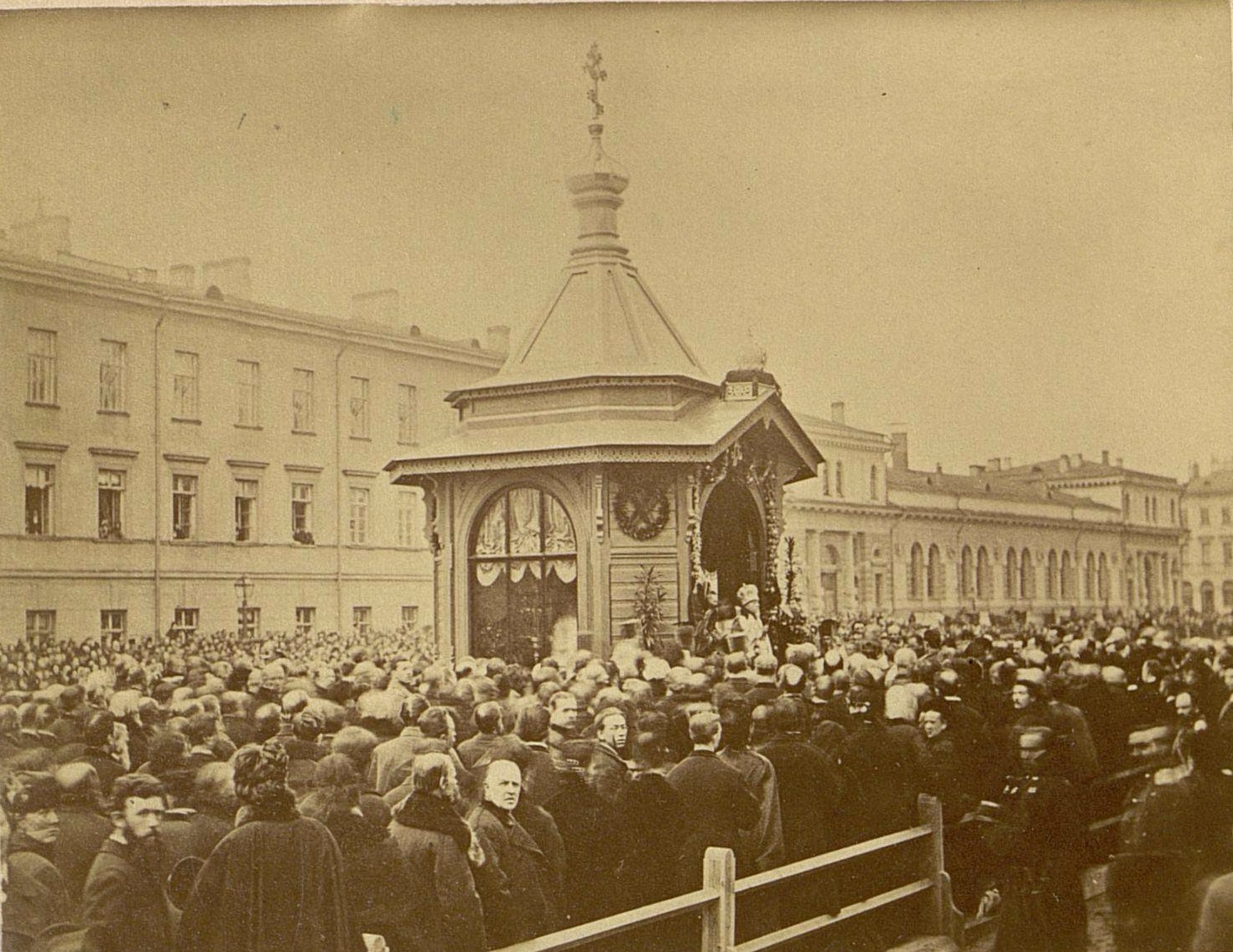
Деревянная часовня на месте гибели Александра II. 1881 год

Спас на Крови

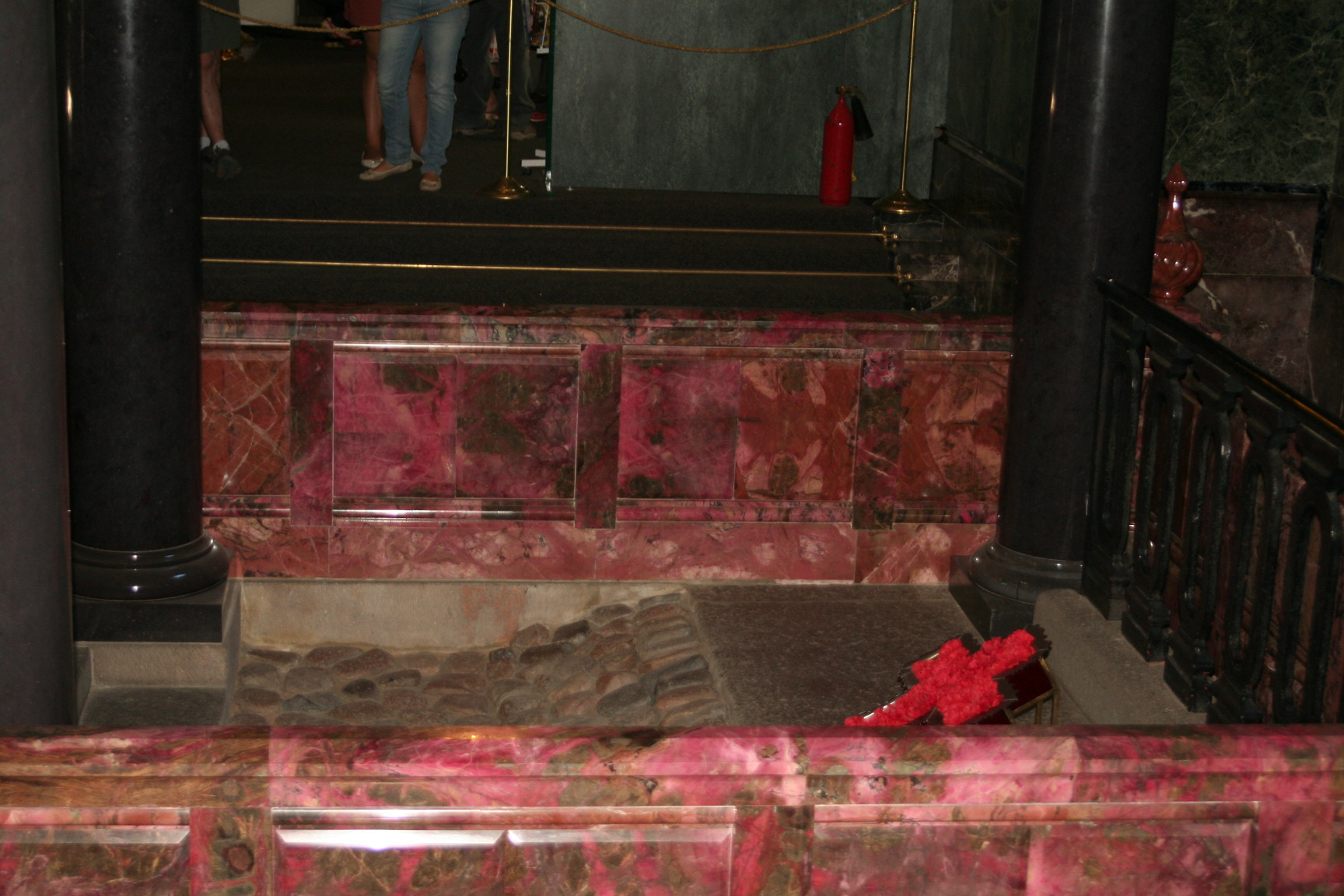
Спас на Крови. Сохранённая часть мостовой и ограждения набережной канала под сенью на месте смертельного ранения Александра II

12 (24) марта 1881 года Александр III в память о покушении учредил медаль «1 марта 1881 года» для награждения всех лиц, сопровождавших в тот день императора или иным образом связанных с трагическими событиями.
Память о «Царе-Освободителе» была увековечена во многих городах Российской империи и Болгарии путём установки памятников, строительством церквей и часовен, посвящённых св. Александру Невскому (Александровских). После Октябрьской революции большинство из них было снесено.
Сразу после убийства была создана комиссия по увековечению памяти Александра II, а также объявлен конкурс на лучший проект храма. В самые краткие сроки на месте покушения по проекту Леонтия Бенуа была выстроена временная часовня: уже 17 (29) апреля 1881 года часовня была освящена, в ней стали проводить памятные панихиды. После проведения конкурса в октябре 1883 года началось строительство храма Спаса на Крови по совместному проекту архитектора Альфреда Парланда и архимандрита Игнатия (Малышева), который впоследствии от строительства отошёл. Проект выполнен в русском стиле и представляет собой собирательный образ русского православного храма, ориентированного на образцы Москвы и Ярославля XVI—XVII веков, в частности напоминает московский собор Василия Блаженного.
Храм был сооружён как памятник Царю-Мученику на средства, собранные по всей России. Строительство длилось 24 года. 6 (19) августа 1907 года, в праздник Преображения Господня, известного как «Второй Спас», собор был освящён. Внутри храм украшен мозаиками работы мастерской В. А. Фролова по эскизам В. М. Васнецова, М. В. Нестерова, В. В. Беляева, А. П. Рябушкина, Н. Н. Харламова, Н. А. Бруни, Н. А. Кошелева и других художников.
30 октября 1930 года президиум ВЦИКа постановил закрыть храм. 19 августа 1997 года, ровно через 90 лет после освящения, музей-памятник «Спас-на-Крови» открылся для посетителей; 23 мая 2004 года в соборе была отслужена первая после более чем 70-летнего перерыва литургия.
Убийство Александра II описал Марк Алданов в романе «Истоки».